# Paul Troschke
Paul Troschke (* 14. Oktober 1868 in Bärfelde; † 7. März 1959 in Berlin) war ein deutscher Geistlicher und Kirchenstatistiker.

## Leben und Werk

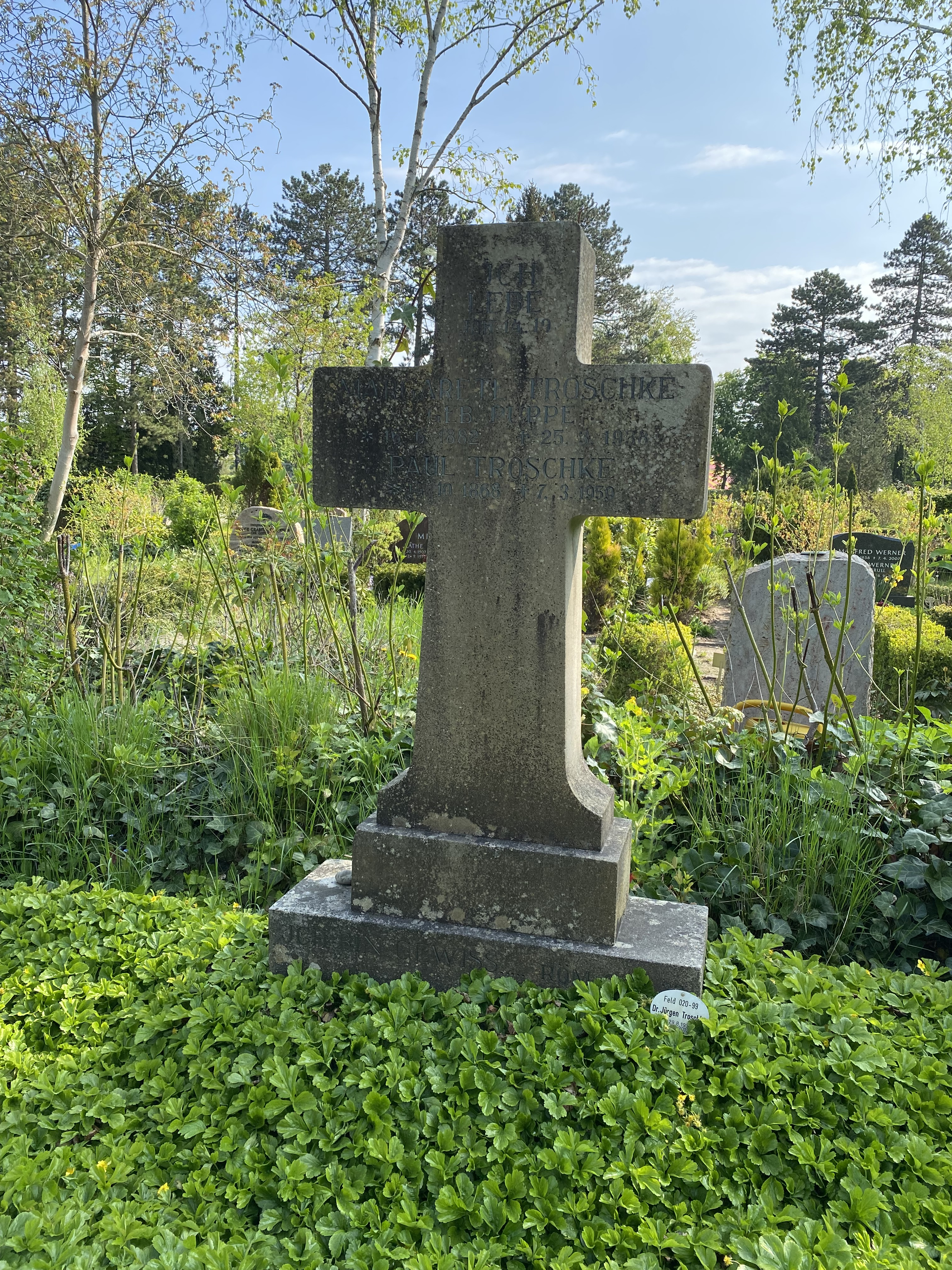
Grabstätte auf dem Friedhof Zehlendorf

Paul Friedrich Ferdinand Troschke war der Sohn des Landwirtschaftssachverständigen und Kaufmanns August Troschke und der Marie Troschke geborene Kühnemann. Er besuchte in Küstrin das Raths- und Friedrichs-Gymnasium, wo er 1885 sein Abitur machte.
Troschke begann im Winter 1885 ein Studium der Theologie in Berlin und Tübingen. 1889 bestand er in Berlin das erste kirchliche Examen. Anschließend trat er in Berlin ein Vikariat an, das er im Frühjahr 1891 mit dem zweiten kirchlichen Examen abschloss. Nach kurzer Zwischenstation als kommissarischer Leiter der Pfarrei zu Küstrin-Kietz, wurde er – wie vielfach üblich bei Kandidaten aus der Generalsuperintendentur Neumark-Niederlausitz – in der Matthäikirche in Berlin-Tiergarten ordiniert. Während seines anschließenden Diakonats und Archidiakonats in Küstrin heiratete er im Jahre 1901 Margarete Puppe († 25. März 1938), Tochter des dort ansässigen Bankiers und Brauereibesitzers Gustav Puppe und Cousine des Rechts- und Sozialmediziners Georg Puppe. Im Folgenden übte er seinen Dienst in verschiedenen Funktionen des Provinzialausschusses für Innere Mission der deutschen evangelischen Kirche aus, unter anderem als Begründer und Leiter der Wanderarbeitsheime Wilhelmsthal.
1924 wechselte Troschke an das Bundesamt des Deutschen Evangelischen Kirchenbundes, einer Vorläuferorganisation der Evangelischen Kirche in Deutschland. In den 1920er Jahren setzte er sich für die Verabschiedung des Bewahrungsgesetzes ein, das als rechtliche Handhabe zur zwangsweisen Unterbringung von „asozialen“ Personen in staatlichen Anstalten geplant war, aber nie verwirklicht wurde. 1934 wurde er als Oberkonsistorialrat und Leiter des kirchenstatistischen Amtes pensioniert, wirkte aber in dieser Tätigkeit noch weitere zwei Jahre. Im Jahre 1937 erhielt Troschke die Johann-Hinrich-Wichern-Plakette der evangelischen Inneren Mission der Deutschen Evangelischen Kirche und die Luthermedaille des Konsistoriums Brandenburg der Evangelischen Kirche der altpreußischen Union.
Schon vor seiner Pensionierung war Troschke in das Kuratorium der Alexandra-Stiftung gewählt worden, einer 1852 gegründeten, gemeinnützigen Berliner Baugesellschaft. Während seiner Tätigkeit entstanden bis zum Kriegsbeginn etwa 1.000 neue Wohnungen für mittelständische Familien. Unmittelbar nach Kriegsende übernahm er die Leitung der Stiftung, die er bis zu seinem Tod innehielt. In dieser Funktion legte er zum 100-jährigen Bestehen der Stiftung am 27. Juli 1952 den Grundstein für einen großen Wohnblock in Berlin-Lichtenrade. Vor diesem Hintergrund erhielt er auf Vorschlag des Konsistorialpräsidenten Hans Ludwig von Arnim das Bundesverdienstkreuz I. Klasse.
Paul Troschke starb im Alter von 90 Jahren in Berlin und wurde auf dem dortigen Friedhof Zehlendorf (Feld 020-99) beigesetzt.

## Familie
Paul Troschke hatte drei Söhne Gerhard, Dietrich und Günther.

## Veröffentlichungen
- Die Gewinner. – Buchhandlung des Ostdeutschen Jünglingsbundes, Berlin 1919.
- Der Kampf gegen Bettel und Landstreicherei im nachchristlichen Altertum und in der Geschichte Frankreichs. Stiftungsverlag, Potsdam 1922.
- Evangelische Kirchenstatistik Deutschlands. 6 Bände. Deutsches Evangelisches Kirchenbundesamt, Berlin 1929–1932.
- Bedarf und Nachwuchs an evangelischen Geistlichen. Struppe & Winckler, Berlin 1933.
- Hans Peter Süssmilch. Evangelisches Konsistorium Berlin-Brandenburg, Berlin 1955.
- Tägliche Andachten für Wandersleute. Teil 1. Die festliche Hälfte des Kirchenjahres. Brandenburgischer Herbergsverband, Berlin o. J.